# Rote Zora
Rote Zora var en militant vänsterextremistisk och anarkafeministisk grupp aktiv i Västtyskland 1977–1995, känd för en serie bombattentat mot sexbutiker och företag som utnyttjade kvinnor under 1970- och 1980-talen.
Ingen kom till skada i de 45 attacker organisationen genomförde mellan 1977 och 1995.
Rörelsen tog sitt namn från ungdomsboken Röda Zora av Kurt Held (1941). I boken leder den rödhåriga kroatiska flickan Zora ett gäng föräldralösa barn som kämpar för att överleva.